# Handelsbanksstiftelserna
Handelsbanksstiftelserna är ett antal samarbetande svenska stiftelser med anknytning till Handelsbanken, vilka tillsammans med L E Lundbergföretagen har ett dominerande inflytande i Handelsbankssfären.
Handelsbankssfärens maktbolag är Industrivärden. Handelsbanksstiftelserna utövar sitt inflytande i sfären främst genom sitt aktieinnehav i detta företag.
Handelsbanksstiftelsernas bägge forskningsstiftelser är betydande finansiärer av samhällsekonomisk forskning. Således beviljade de två forskningsstiftelsen år 2010 tillsammans bidrag på 130 miljoner kronor till svensk forskning.
Stiftelserna styrs i sin tur av nuvarande och tidigare tjänstemän med anknytning till Handelsbanken som sitter i dess styrelser. Den tidigare VD:n och styrelseordföranden Tom Hedelius är ordförande i de bägge forskningsstiftelserna och den år 2010 nye styrelseordföranden Hans Larsson ordförande i styrelsen för Handelsbankens pensionsstiftelse.

## Handelsbanksstiftelsernas och -fondernas ägandeandelar i Handelsbanken och Industrivärden
| Stiftelse/fond                               | Handelsbanken andel av kapital i % 31 december 2009 | Handelsbanken andel av röster i % 31 december 2009 | Industrivärden andel av kapital i % 31 december 2009 | Industrivärden andel av röster i % 31 december 2009 |
| -------------------------------------------- | --------------------------------------------------- | -------------------------------------------------- | ---------------------------------------------------- | --------------------------------------------------- |
| Handelsbankens personal- stiftelse Oktogonen | 10,0                                                | 10,6                                               | 0,4                                                  | ?                                                   |
| Handelsbankens pensionsstiftelse             | -                                                   | -                                                  | 9,9                                                  | 7,2                                                 |
| Handelsbankens Pensionsfond                  | 0                                                   | 0                                                  | 9,8                                                  | 7,1                                                 |
| Jan Wallanders och Tom Hedelius stiftelse    | -                                                   | -                                                  | 8,5                                                  | 6,2                                                 |
| Tore Browaldhs stiftelse                     | -                                                   | -                                                  | 1,2                                                  | ?                                                   |
| Handelsbanken                                | 0                                                   | 0                                                  | 2,0                                                  | 1,4                                                 |
| Handelsbankens fonder                        | 2,2                                                 | 2,1                                                | -                                                    | -                                                   |